# 下关街道 (南京市)
下关街道，是中国江苏省南京市鼓楼区下辖的一个街道办事处。2018年1月，由阅江楼街道更名。下关街道位于鼓楼区西部，是该区主要商圈热河路商圈所在地。面积4.74平方公里，常住人口6.4万人。下辖9个社区：热河路社区、商埠街社区、多伦路社区、盐大街社区、新民门社区、东炮台社区、唐山路社区、宝善街社区、南通路社区。
下关街道辖区濒临长江，拥有南京火车西站、中山码头、南京港等，是南京传统的交通枢纽。旅游资源也颇为集中，包括明城墙、挹江门、江南水师学堂、渡江胜利纪念碑、绣球公园以及新建的阅江楼、静海寺、天妃宫、小桃园风光带等。辖区内也设有鼓楼区名校南京市第十二中学以及天妃宫小学。

## 行政区划
现辖：
多伦路社区、东炮台社区、盐大街社区、新民门社区、热河路社区、商埠街社区、唐山路社区、宝善街社区和世茂滨江社区。